# Ораторска реч
Ораторска реч или слово е възпроизвеждане на обикновено предварително подготвени тези, които оратор развива пред аудитория. Ораторската реч е устно изложение по даден въпрос, с което говорещият излага мисли и се стреми да убеди слушателите си в правотата си, да предизвика у тях определени чувства и да ги подбуди към определени действия. Ораторските речи обикновено се произнасят по даден политически, обществен, държавнически въпрос, или по време на митинг, тържество, юбилей, погребение и т.н. Подготвените речи могат да бъдат четени или декламирани, тоест произнасяни наизуст. Речта може да бъде също и спонтанна, неподготвена. Известни с речите си са ораторите от древността Демостен, Цицерон и други.
В по-общ смисъл, ораторската реч е съвкупността от използвани от говорителя езикови и художествени похвати. Характерни за ораторската реч са нейната емоционалност, експресивност и убедителност, основана на вътрешната логика на аргументацията. Сред най-използваните от ораторите похвати са реторичните въпроси и обръщения; използват се и тропи, като хипербола, метафора и алегория, както и стилистични фигури, като инверсия и паралелизъм.
Ораторската реч е класическият термин за произнасяне на реч в реториката, новата реторика (както и съвременните полета като PR и комуникационни изследвания) употребява често термина публично говорене, който изразява процеса на говорене пред публика (процеса на произнасяне на реч).